# Редуцешть (Арджеш)
Редуцешть, Редуцешті (рум. Răduțești) — село у повіті Арджеш в Румунії. Адміністративний центр комуни Чомеджешть.
Село розташоване на відстані 136 км на захід від Бухареста, 30 км на захід від Пітешть, 79 км на північний схід від Крайови, 125 км на південний захід від Брашова.

## Населення
За даними перепису населення 2002 року у селі проживала 131 особа, усі — румуни. Усі жителі села рідною мовою назвали румунську.